# ناپیوستگی کنراد

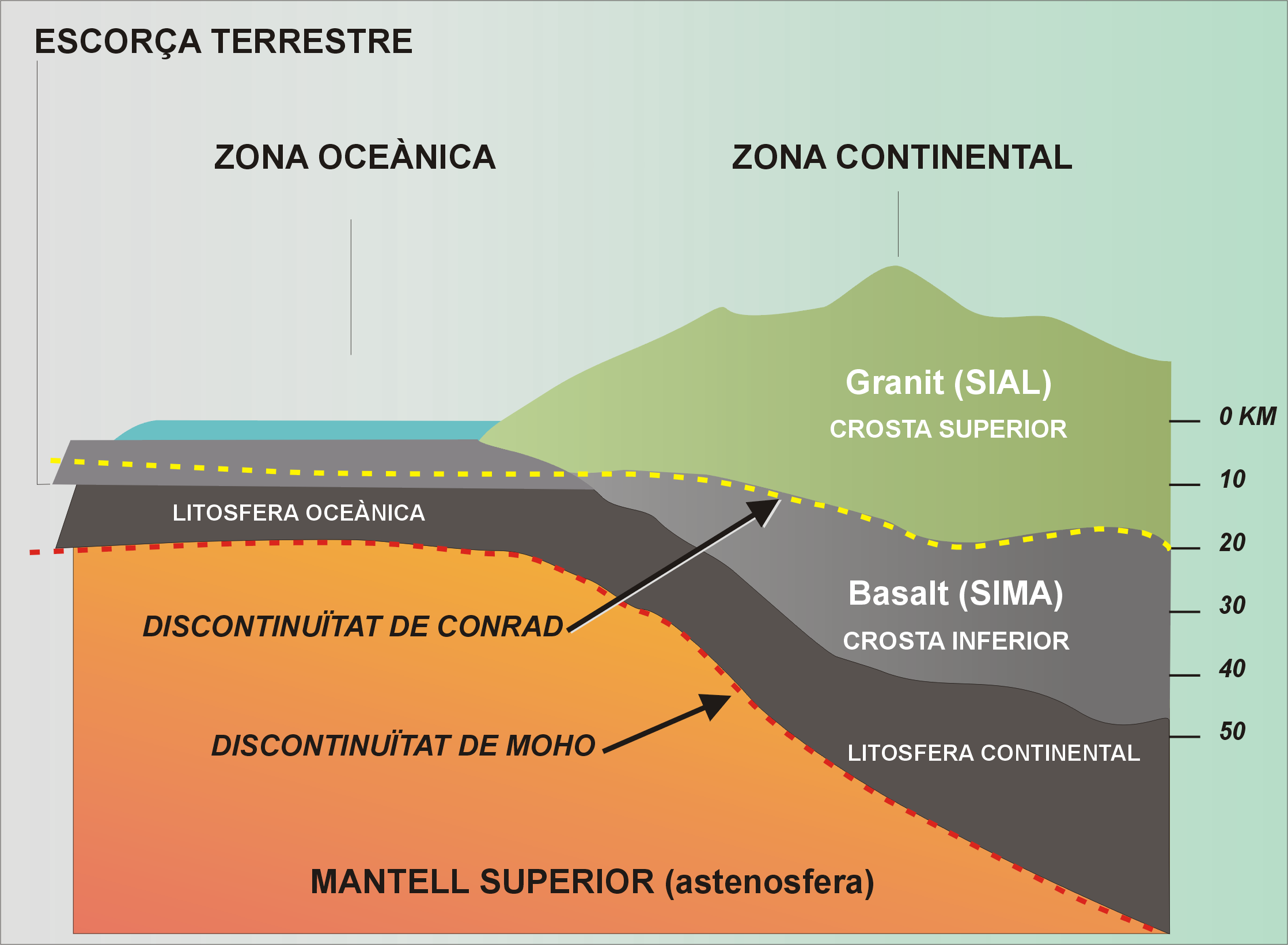
طرح کلی ناپیوستگی کنراد، پوسته زمین

ناپیوستگی کنراد (به انگلیسی: Conrad discontinuty) مرز افقی زیر پوسته قاره‌ای زمین است که در آن موج‌های لرزه‌ای افزایش می‌یابند. این ناپیوستگی در اعماق ۱۵ تا ۲۰ کیلومتری زیر قاره‌ها یافت می‌شود و در زیر پوسته اقیانوسی یافت نمی‌شود.